# Почтовые марки России (1996)

Почтовые марки России (1996) — каталог знаков почтовой оплаты (марок, блоков, листов), введённых в обращение «Почтой России» в 1996 году.
Всего в этом году было выпущено 73 почтовых марки, 5 почтовых блоков и 15 малых листов.

## Список коммеморативных марок
Порядок следования элементов в таблице соответствует номеру по каталогу марок России на официальном сайте издатцентра «Марка», в скобках приведены номера по каталогу «Михель».
| № | Изображение | Описание | Номинал                                | Дата        | Тираж                   | Художник                 | П      |
| --- | ----------- | --- | -------------------------------------- | ----------- | ----------------------- | ------------------------ | ------ |
| № 260 (Mi #479) |             | Лауреаты Нобелевской премии: - Н. Н. Семенов (1896—1986). | 750.00 руб.                            | 31 января   | 500 000                 | Арцименев Ю.             | [ 3 ]  |
| № 261 (Mi #480) № 262 (Mi #481) № 263 (Mi #482) № 264 (Mi #483) № 265 (Mi #484) № 261—265 (Mi #480—484KB)                                                                                             |             | Декоративные растения скверов, садов и парков: - Анютины глазки (фиалка Витрокка). - Гвоздика турецкая или бородатая. - Душистый горошек (чина луговая). - Рябчик императорский. - Львиный зев. | 500.00 750.00 1,000.00 руб.            | 22 февраля  | 350 000 50 000          | Охотина Н.               | [ 4 ]  |
| № 266 (Mi #485) № 267 (Mi #486) № 268 (Mi #487) № 269 (Mi #488) № 270 (Mi #489) № 266—270 (Mi #485—489KB)                                                                                             |             | Домашние кошки: - Европейская тигровая. - Русская голубая. - Персидская белая. - Сиамская. - Сибирская. | 1,000.00 руб.                          | 21 марта    | 600 000 150 000         | Арцименев Ю.             | [ 5 ]  |
| № 271 (Mi #490BL11) |             | 100-летие проведения Олимпийских игр современности. Бегун – участник эстафеты олимпийского огня, слова французского общественного деятеля Пьера де Кубертена: «О спорт, ты — мир!», государственные флаги стран-участниц Олимпийских игр, рисунок с античной вазы, олимпийские кольца и текст: «100-летие проведения Олимпийских игр современности». | 5,000.00 руб.                          | 27 марта    | 250 000                 | Голубятникова Е.         | [ 6 ]  |
| № 272 (Mi #491) (Mi #491KB) |             | С праздником Победы! Картина А. С. Михайлова «Поверженные знамёна» (1979 г., Москва. Центральный музей Вооруженных сил). На фоне красного знамени текст: «С праздником Победы!». | 1,000.00 руб.                          | 19 апреля   | 1 200 000               | Плетнев А.               | [ 7 ]  |
| № 273 (Mi #492) |             | 850 лет Туле. Композиция из наиболее интересных архитектурных и скульптурных памятников старой Тулы. Одоевская башня Тульского кремля на фоне Успенского собора и колокольня, памятник Петру I на фоне храма в честь иконы Казанской Божией Матери, в центре композиции — картуш с памятным текстом: «850 лет Туле», а также образцами оружия, принесшими мировую славу тульским оружейникам, и тульскими самоварами, производство которых было широко налажено с XIX века. | 1,500.00 руб.                          | 14 мая      | 500 000                 | Слонов М.                | [ 8 ]  |
| № 274 (Mi #493) № 275 (Mi #494) № 276 (Mi #495) № 277 (Mi #496) № 278 (Mi #497) № 279 (Mi #498) (Mi #498BL12) (Mi #498KB)                                                                             |             | История отечественного трамвая: - Трамвайный вагон Путиловского завода, построенный в 1896 г. - Трамвайный вагон, построенный акционерным обществом «Сормово» в 1912 г. - 2-осный трамвайный вагон серии «Х», построенный в 1928 г. на Мытищинском вагоностроительном заводе. - Трамвайный вагон серии «КМ», построенный в 1931 г. на заводе «Красное Сормово». - 4-осный трамвайный вагон «ЛМ-57», построенный в 1957 г. на Ленинградском моторном заводе. - Трамвайный вагон модели «71-608К», построенный на Усть-Катавском вагоностроительном заводе. | 500.00 750.00 1,000.00 2,500.00 руб.   | 16 мая      | 550 000 350 000 100 000 | Стрельников Р.           | [ 9 ]  |
| № 280 (Mi #499) № 281 (Mi #500) |             | Знаменитые женщины России. Выпуск по программе «Европа»: - Екатерина Романовна Дашкова (1744—1810). Портрет по гравюре 1700-х гг. - Софья Васильевна Ковалевская (1850—1891). Портрет по фотографии 1885 г. | 1,500.00 руб.                          | 20 мая      | 500 000                 | Илюхин Б.                | [ 10 ] |
| № 282 (Mi #501) (Mi #501KB) |             | 50 лет Детскому фонду ООН (ЮНИСЕФ). Рисунок, символизирующий счастливую жизнь детей в гармонии с окружающим миром, стилизованные под детское творчество рисунки. | 1,000.00 руб.                          | 1 июня      | 300 000 80 000          | Ларюшина М.              | [ 11 ] |
| № 283 (Mi #502) № 284 (Mi #503) № 285 (Mi #504) |             | Русская почтовая тройка в произведениях живописи: - П. П. Соколов. «Почтовая тройка летом» (дата написания картины неизвестна). - П. Н. Грузинский. «Почтовый брик» (1885). - П. П. Соколов. «Почтовая тройка во вьюгу» (дата написания картины неизвестна). | 1,500.00 руб.                          | 14 июня     | 550 000                 | Беляев С.                | [ 12 ] |
| № 286 (Mi #505) № 287 (Mi #506) № 288 (Mi #507) № 289 (Mi #508) № 290 (Mi #509) № 291 (Mi #510) № 286—291 (Mi #505—510KB) № 286, 289, 290 (Mi #505, 508, 509KB) № 287, 288, 291 (Mi #506, 507, 510KB) |             | Городские виды Москвы XVIII—XIX вв. в произведениях живописи: - Ж. Делабарт. «Вид Яузского моста и дома Шапкина в Москве» (1790-е гг). Государственный Русский музей. Санкт-Петербург. - Ж. Делабарт. «Вид на Москву с балкона Кремлёвского дворца», фрагмент (1797). Государственный Русский музей. Санкт-Петербург. - Ф. Я. Алексеев. «Вид на Воскресенские и Никольские ворота и Каменный мост» (1811). Государственная Третьяковская галерея. Москва. - Неизвестный художник. «Московский дворик близ Волхонки» (конец 1830-х гг.). Государственный Исторический музей. Москва. - Неизвестный художник. «Улица Варварка» (1830—1840-е гг.). Музей истории и реконструкции Москвы. - Неизвестный художник. «Санные гонки в Петровском парке» (1830—1840-е гг.). Государственный Исторический музей. Москва. | 500.00 750.00 1,000.00 руб.            | 20 июня     | 600 000 120 000         | Слонов М.                | [ 13 ] |
| № 292 (Mi #511) № 293 (Mi #512) № 294 (Mi #513) № 292—294 (Mi #511—513BL13) |             | Безопасность движения на дорогах: - Инспектор ГАИ. - Обучение правилам дорожного движения. - В учебном центре по подготовке водителей автотранспорта. | 1,500.00 руб.                          | 3 июля      | 325 000                 | Шмидштейн А. Тарасов А.  | [ 14 ] |
| № 295 (Mi #514) № 296 (Mi #515) № 297 (Mi #516) № 298 (Mi #517) № 299 (Mi #518) |             | Игры XXVI Олимпиады. (США, г. Атланта. 19.07—4.08): - Баскетбол. - Бокс. - Плавание. - Барьерный бег. - Спортивная гимнастика. | 500.00 1,000.00 1,500.00 руб.          | 10 июля     | 450 000 85 000          | Козлов И.                | [ 15 ] |
| № 300 (Mi #519) № 301 (Mi #520) № 302 (Mi #521) № 303 (Mi #522) № 304 (Mi #523) № 305, 306, 307, 308 (Mi #526, 527, 528, 529BL14) № 305А (Mi #524) № 308А (Mi #525) № 305—308A (Mi #524—525KB)        |             | 300 лет Российскому флоту. Исторические и современные корабли Военно-морского флота: - Линейный корабль «Евстафий» (1762). - Эскадренный броненосец «Петропавловск» (1894). - Эскадренный миноносец «Новик» (1913). - Лидер эскадренных миноносцев «Ташкент» (1937). - Краснознаменная подводная лодка «С-13» (1939). - Галера «Принципиум» (1696). - Тяжелый атомный подводный крейсер (1981). - Линейный корабль «Азов» (1826). - Тяжелый авианесущий крейсер «Адмирал Кузнецов» (1985). | 750.00 1,000.00 1,500.00 1,000.00 руб. | 26 июля     | 550 000 300 000 150 000 | Плетнев А.               | [ 16 ] |
| № 309 (Mi #530) № 310 (Mi #531) № 311 (Mi #532) (Mi #532KB) № 312 (Mi #533) № 309—312 (Mi #530—533)                                                                                                   |             | Балеты А. А. Горского: - Портрет А. А. Горского (1871—1924), сцены из балетов «Дочь Гудулы» (1902) и «Саламбо» (1910). - Композиция на тему балета «Дон Кихот» (1900). - Композиция на тему балета «Жизель» (1907). - Композиция на тему балета «Баядерка» (1917). | 750.00 1,500.00 750.00 руб.            | 7 августа   | 550 000 100 000         | Арцименев Ю.             | [ 17 ] |
| № 313 (Mi #534) |             | Договор между Российской Федерацией и Республикой Белоруссия об образовании Сообщества. Государственные флаги Российской Федерации и Республики Белоруссия, Спасская башня и купола правительственного здания Московского Кремля, Монумент Победы в Минске, текст: «Договор между Российской Федерацией и Республикой Белоруссия об образовании Сообщества». | 1,500.00 руб.                          | 27 августа  | 400 000                 | Арцименев Ю.             | [ 18 ] |
| № 314 (Mi #535) № 315 (Mi #536) (Mi #536KB) № 316 (Mi #537) № 317 (Mi #538) № 318 (Mi #539) (Mi #539KB) № 319 (Mi #540BL15)                                                                           |             | Русская эмаль XVII—XX вв. в собрании Государственного Эрмитажа: - Потир. 1679 г. - Флакон-ароматник и флакон. Конец XVII в. - Чернильница подвесная. Рубеж XVII—XVIII вв. - Кофейник. 1750—1760-е гг. - Флакон для духов. Конец XIX в. Часы-подвеска «Божья коровка». Рубеж XIX—XX вв. - Оклад иконы «Богоматерь Казанская». 1894. Лампада. 1880—1890-е гг. | 1,000.00 1,500.00 5,000.00 руб.        | 10 сентября | 500 000 350 000         | Зайцев Л.                | [ 19 ] |
| № 320 (Mi #541) (Mi #541KB) |             | 50 лет Организации Объединенных Наций по вопросам образования, науки и культуры (ЮНЕСКО). Раскрытая книга, на страницах которой помещена эмблема ЮНЕСКО в обрамлении лаврового венка, рисунки, символизирующие образование, науку и культуру, а также памятный текст: «50 лет ЮНЕСКО». | 1,000.00 руб.                          | 15 октября  | 110 000                 | Ларюшина М.              | [ 20 ] |
| № 321 (Mi #542) № 322 (Mi #543) № 323 (Mi #544) № 324 (Mi #545) № 321—324 (Mi #542—545) |             | Культура православия. Совместный выпуск России и Кипра: - Москва. Фрагмент иконы «Богоматерь Иверская», 1678 г. - Кипр. Монастырь Ставровуни (Гора Святого Креста). - Кипр. Икона «Святой Николай». 1916 г. - Москва. Воскресенские (Иверские) ворота. 1534 г. | 1,500.00 руб.                          | 13 ноября   | 350 000                 | Комиссаров Д. Симонис Д. | [ 21 ] |
| № 325 (Mi #546) (Mi #546KB) |             | С Новым годом! Кремлёвские куранты, Дед Мороз, зимний пейзаж, стилизованные снежинки. | 1,000.00 руб.                          | 5 декабря   | 400 000 80 000          | Арцименев Ю.             | [ 22 ] |
| № 326 (Mi #547) № 327 (Mi #548) № 328 (Mi #549) № 326—328 (Mi #547—549) |             | 50 лет отечественному хоккею: - Первая встреча — команды СССР со сборной Канады в 1972 г. - Матч сборной клубов Москвы и чехословацкой команды ЛТЦ «Прага» в 1948 г. - Игра сборных команд России и Швеции. | 1,500.00 руб.                          | 5 декабря   | 436 000                 | Илюхин Б.                | [ 23 ] |
| № 329 (Mi #550) № 330 (Mi #551) № 331 (Mi #552) № 332 (Mi #553) |             | История Российского государства: - Василий III (1479—1533). Сцена снятия вечевого колокола в Пскове — символа гражданской независимости города (1510 г.), образцы русского оружия эпохи Василия III, осада русскими войсками Смоленска в 1514 г., в результате которой город вернулся в состав России, а также башня Московского пушечного двора (XVI в.), где отливали артиллерийские орудия для русской армии. - Иван IV Грозный (1530—1584). Сцена венчания Ивана IV на царство в Успенском соборе Московского Кремля (1547), образцы русского оружия эпохи Ивана IV, массовые казни в период разгула опричнины (1570), башня Московского печатного двора (XVI в.), где в 1564 г. первопечатник Иван Фёдоров выпустил первую русскую книгу «Апостол». - Фёдор Иванович (1557—1598). Сцена принятия царем Федором Ивановичем даров от феодальной знати покоренного Сибирского ханства и казаков, образцы русского оружия эпохи Федора Ивановича, избрание митрополита Иова первым русским патриархом (1589), положившее начало патриаршества в России, предметы патриаршего облачения. - Борис Годунов (1551—1605). Сцена призвания Бориса Годунова на царство патриархом Иовом, духовенством и народом в Новодевичьем монастыре (1598 г.), образцы русского оружия эпохи Бориса Годунова, сцена раздачи хлеба и житниц во время голода 1601—1603 гг., символы самодержавной власти в России — шапка Мономаха, скипетр и держава. | 1,500.00 руб.                          | 20 декабря  | 430 000                 | Зайцев Л.                | [ 24 ] |

## Комментарии
1. ↑  Ниже приведён перечень коммеморативных марок (с возможностью сортировки по номиналу, тиражу и дате введения в обращение).